# Cuigang (köpinghuvudort i Kina, Heilongjiang Sheng, lat 52,04, long 124,70)
Cuigang (kinesiska: 翠岗, 翠岗镇) är en köpinghuvudort i Kina. Den ligger i provinsen Heilongjiang, i den nordöstra delen av landet, omkring 710 kilometer norr om provinshuvudstaden Harbin. Antalet invånare är 7 318. Befolkningen består av 3 625 kvinnor och 3 693 män. Barn under 15 år utgör 10,0 %, vuxna 15-64 år 79 %, och äldre över 65 år 9,0 %.
Trakten runt Cuigang är nära nog obefolkad, med mindre än två invånare per kvadratkilometer. Det finns inga andra samhällen i närheten. I omgivningarna runt Cuigang växer i huvudsak blandskog.